# Триль
Триль (пол. Tryl) — село в Польщі, у гміні Нове Свецького повіту Куявсько-Поморського воєводства.
Населення — 415 осіб (2011).
У 1975-1998 роках село належало до Бидгощського воєводства.

## Демографія
Демографічна структура станом на 31 березня 2011 року:
|          | Загалом | Допрацездатний вік | Працездатний вік | Постпрацездатний вік |
| -------- | ------- | ------------------ | ---------------- | -------------------- |
| Чоловіки | 209     | 42                 | 151              | 16                   |
| Жінки    | 206     | 42                 | 134              | 30                   |
| Разом    | 415     | 84                 | 285              | 46                   |